# Euphaedra hecqui
Euphaedra hecqui är en fjärilsart som beskrevs av Philippe Darge 1974. Euphaedra hecqui ingår i släktet Euphaedra och familjen praktfjärilar. Inga underarter finns listade i Catalogue of Life.